# Anita Bärwirth
Anita Bärwirth (Kiel, 30 de agosto de 1918 – Buenos Aires, 13 de julio de 1994) fue una gimnasta alemana.
Fue ganadora de una medalla de oro en los Juegos Olímpicos de Berlín 1936 en el evento de equipo femenino, junto a las gimnastas Käthe Sohnemann, Erna Bürger, Isolde Frölian, Friedl Iby, Trudi Meyer, Paula Pöhlsen y Julie Schmitt.
Posteriormente emigró hacia Argentina, donde nació su hija Cristina Hardekopf.